# ريان موراي
ريان موراي (بالإنجليزية: Ryan Murray)‏ (و. 1993  م) هو لاعب هوكي الجليد، من كندا، مركز لعبه هو مدافع ‏.

## روابط خارجية
- ريان موراي على موقع دوري الهوكي الوطني (الإنجليزية)
- ريان موراي على موقع EliteProspects.com (الإنجليزية)
- ريان موراي على موقع Eurohockey.com (الإنجليزية)
- ريان موراي على موقع HockeyDB.com (الإنجليزية)
- ريان موراي على موقع Hockey-Reference.com (الإنجليزية)